# Kabina kierowcy

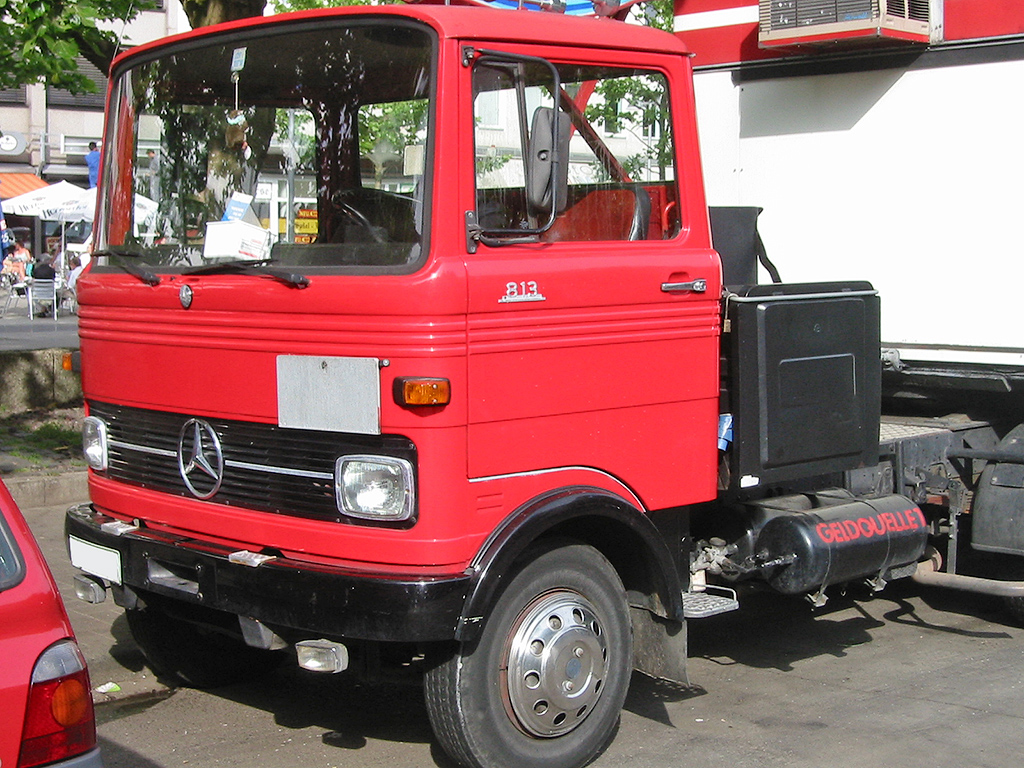
Szoferka samochodu ciężarowego Mercedes LP 813

Szoferka lub kabina kierowcy – część nadwozia w samochodach ciężarowych. W starszych modelach samochodów ciężarowych przeważnie o skąpym wyposażeniu – z wyjątkiem miejsca dla kierowcy miała jeszcze jedno siedzenie dla pasażera (dysponenta lub konwojenta). We współcześnie wytwarzanych wersjach za siedzeniami kierowcy i pasażera w samochodach ciężarowych znajdują się dodatkowe miejsca siedzące dla większej liczby (na przykład trzech) osób lub przedział sypialny.
Wyraz „szoferka”, będący pochodną wyrazu „szofer”, oznaczającego kierowcę obecnie raczej wychodzi z użycia na korzyść „kabiny kierowcy” – określenia, które lepiej oddaje wielofunkcyjność tego elementu nadwozia samochodów ciężarowych.